# Tomka Ágoston
Tomka Ágoston, SJ (Budapest, 1892. február 7. – Pannonhalma, 1976. október 7.) jezsuita hitszónok, író, Kiss Ernő honvédtábornok, aradi vértanú unokája.

## Életútja
Miután a család elszegényedett, kisszemáriumban végezte tanulmányait. Apja református volt, fia is ezt a vallást követte, azonban 18 éves korában áttért a katolikus hitre. Édesanyja javasolta számára a teológiát, és ugyan nem készült papnak, de 1912 egy álom után mégis ezt a hivatást választotta. 1914-ben szentelték fel, ezután segédlelkészként szolgált Resicabányán, Nagykikindán és Temesváron. 1924. július 30-án lépett be a Jézus-társaságba. 1932-ben Szegeden volt lelkiatya, 1934-ben Kalocsán gimnáziumi hittanár. 1938-ban a Manrézában férfiak lelkigyakorlatáak vezetője volt, majd miután feloszlatták a jezsuita rendet, 1950-től mint kisegítő lelkész dolgozott Újpesten és Nagykovácsin. Néhány esztendeig a nógrádverőcei szociális otthon lelkésze is volt. 1970. április 23-án a Pannonhalmi Szociális Otthonba került, ahol haláláig lakott.

## Főbb művei
- Három nap a Manrézában. Lelkigyakorlatos konferenciák. Bp., 1933.
- Theophil. Kidolgozott hitelemzések az el. isk. III–V. o. számára.
  - I. A parancsolatokról. Uo., 1933.
  - II. A hitágazatok és bibliai tört-ek. Uo., 1934.
- A viszokai hős fiúk. Ifjúsági regény. Uo., 1938.
- Modern hitvédelmi kérdések. Uo., 1939.
- Szenes Péter találmánya. Ifjúsági regény. Uo., 1939.
- Lecketervek a „Teofil” kidolgozott hitelemzések c. műhöz. Uo., 1940.
- A nagyság varázsa. Ifjúsági regény. Uo., 1940.
- Világdinamó. Ifjúsági regény. Uo., 1941.
- Mit beszéltem diákjaimmal Istenről? Uo., 1941.
- Csodák égen és földön. Uo., 1942.
- Salamon kincse. Regény. Uo., 1942.
- Mit beszéltem diákjaimmal az életről? Uo., 1944.
- A Fekete-rét örökösei. Reg. Uo., 1944.